# Chafiga Eyvazova
 (novembre 2022).
Chafiga Eyvazova (en azéri : Şəfiqə Alxas qızı Eyvazova ; née le 9 mars 1947, à Bakou) est une joueuse de kamantcha azerbaïdjanaise, artiste du peuple de la République d'Azerbaïdjan (2000).

## Biographie
Elle est diplômée du Conservatoire d'État d'Azerbaïdjan en 1971. De 1963 à 1976, elle est soliste de l'orchestre d'instruments folkloriques de la société de radiodiffusion et de télévision d'Azerbaïdjan et de l'ensemble (actuellement nommé d'après Ahsan Dadashov) dirigé par Ahsan Dadashov.

## Activité
Ch. Eyvazova donne des concerts en solo depuis 1965. Son répertoire comprend Rast, Tchahargah, Rahab, Chur, Chuchtar et d'autres mughams, des œuvres de compositeurs azerbaïdjanais et étrangers. Au festival de musique folklorique des peuples de l'URSS (1978, Bichkek; 1979, Moscou), au Symposium international des musicologues (1987, Samarcande). Elle participe au festival "Folklore musical des peuples d'Orient" tenu aux États-Unis sous les auspices de l'UNESCO (1988, conjointement avec Alim Gasimov et Ramiz Guliyev)(az) « Azərbaycanın ilk qadın solist kamança ifaçısı - ŞƏFİQƏ EYVAZOVA », sur gunaydin.az/ (consulté le 1er novembre 2022).
Depuis 1974, elle enseigne au Conservatoire d'État d'Azerbaïdjan (aujourd'hui l'Académie de musique de Bakou). Eyvazova visite de nombreux pays étrangers (États-Unis, Suisse, Allemagne, France, Pologne, Belgique, Italie, Afghanistan, etc.).